# Sebastiaan Stöteler
Sebastiaan Stöteler (ur. 18 listopada 1983 w Almelo) – holenderski polityk i samorządowiec, poseł do Parlamentu Europejskiego X kadencji.

## Życiorys
Z wykształcenia prawnik, został absolwentem Hogeschool Utrecht. Od 2002 zawodowo związany z przedsiębiorstwem inwestycyjnym GGN Mastering Credit NV. Zaangażował się w działalność polityczną w ramach Partii Wolności. W 2018 został członkiem rady miejskiej w Almelo, a w 2022 członkiem rady prowincji Overijssel. Obejmował funkcję przewodniczącego partyjnej frakcji w obu tych gremiach. W 2024 otrzymał pierwsze miejsce na liście PVV w wyborach europejskich w tym samym roku. W wyniku głosowania uzyskał mandat eurodeputowanego X kadencji.